# Гидрополисы
Гидрополисы — подводные поселения, приспособленные для жизни нескольких человек, но не предназначенные для исключительно научной работы. Могут являться подводными отелями, туристическими центрами, в перспективе — рыбоводческими хозяйствами и т. д.
Основной смысл подводного дома заключается в том, чтобы при проведении каких-либо подводных работ (особенно глубоководных) исключить для водолазов необходимую при каждом подъёме на поверхность длительную декомпрессию.
Наличие подводного дома позволяет избежать декомпрессионных рисков и потерь времени — водолаза по окончании рабочего времени не требуется каждый раз поднимать на поверхность. Как правило, внутреннее давление в подводном доме поддерживается на уровне внешнего давления воды, поэтому при переходе из воды в дом декомпрессия не требуется.

## Название
Термин «Гидрополис» в качестве названия подводного города, вероятно, впервые использовал советский писатель-фантаст Александр Романович Беляев в романе «Подводные земледельцы», опубликованном в 1930 году.

## История

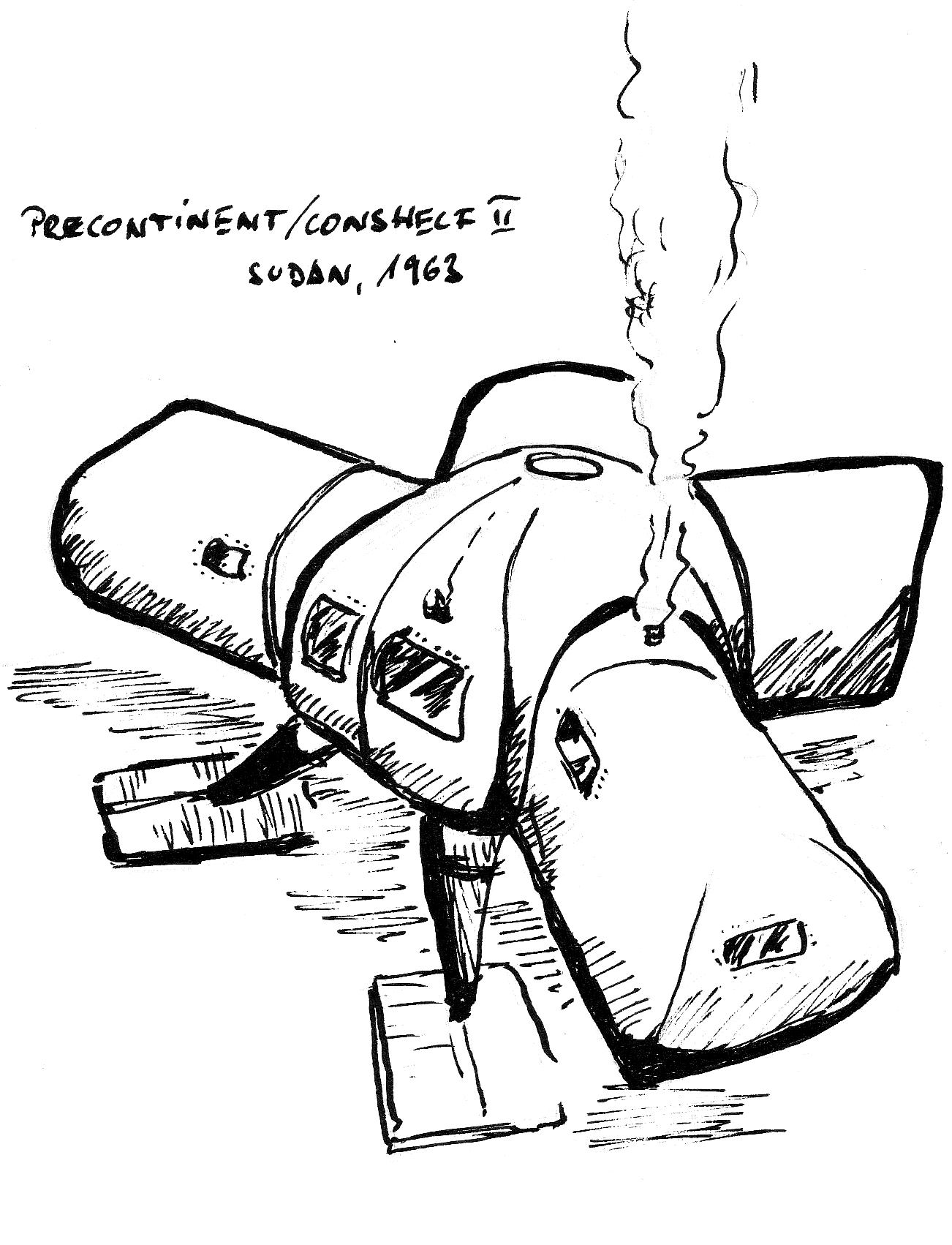
Преконтинент-2

Первые подводные дома стали появляться в 60-х годах XX века. Пионером здесь, видимо, следует признать Жака-Ива Кусто, который в сентябре 1962 года создал первый подводный дом «Преконтинент-1», расположенный на глубине 10 метров, недалеко от берега, в гавани Марселя. При этом Кусто опирался на идеи и экспериментальные результаты лаборатории медицинских исследований ВМС США, возглавляемой Джорджем Бондом. «Преконтинент-1» был изготовлен из обычной металлической цистерны и за сходство с бочкой неофициально прозван «Диоген». Экипажем «Диогена» было два человека — Альбер Фалько и Клод Весли, пробывшие на глубине 10 м одну неделю. Эксперимент был признан успешным, и Кусто приступил к организации следующего этапа — созданию в Красном море, в 25 километрах от Порт-Судана, в лагуне рифа Шаб-Руми, подводного дома «Преконтинент-2». Желая придать эксперименту также определённый коммерческий колорит, Кусто выбрал для конструкций «Преконтинента-2» фантастические формы — например, основной дом был выполнен в виде звезды, напоминая космическую станцию из фантастического фильма о космосе. (В настоящее время остатки подводного дома Кусто, расположенные на морском дне, используются туристическими фирмами как одно из мест для дайвинга). В состав проекта «Преконтинент-2» входило несколько подводных сооружений: основной дом-звезда на глубине 11 метров, расположенный недалеко от него подводный гараж для ныряющего блюдца, склад-сарай и расположенный глубже, на глубине 27,5 метров двухместный домик «Ракета». Работа на «Преконтиненте-2» получила отражение в фильме Кусто «Мир без солнца».
Также признанный удачным проект «Преконтинент-2» получил продолжение в виде следующего за ним «Преконтинента-3», уже на 100-метровой глубине. Подводный дом «Преконтинент-3» был гораздо более проработан в инженерно-техническом плане, чем его предшественники, автономность его (независимость от судов обеспечения) была также значительно повышена.
Несмотря на успешность всех трёх «Преконтинетов», проект не получил в дальнейшем должной финансовой поддержки и продолжен не был.

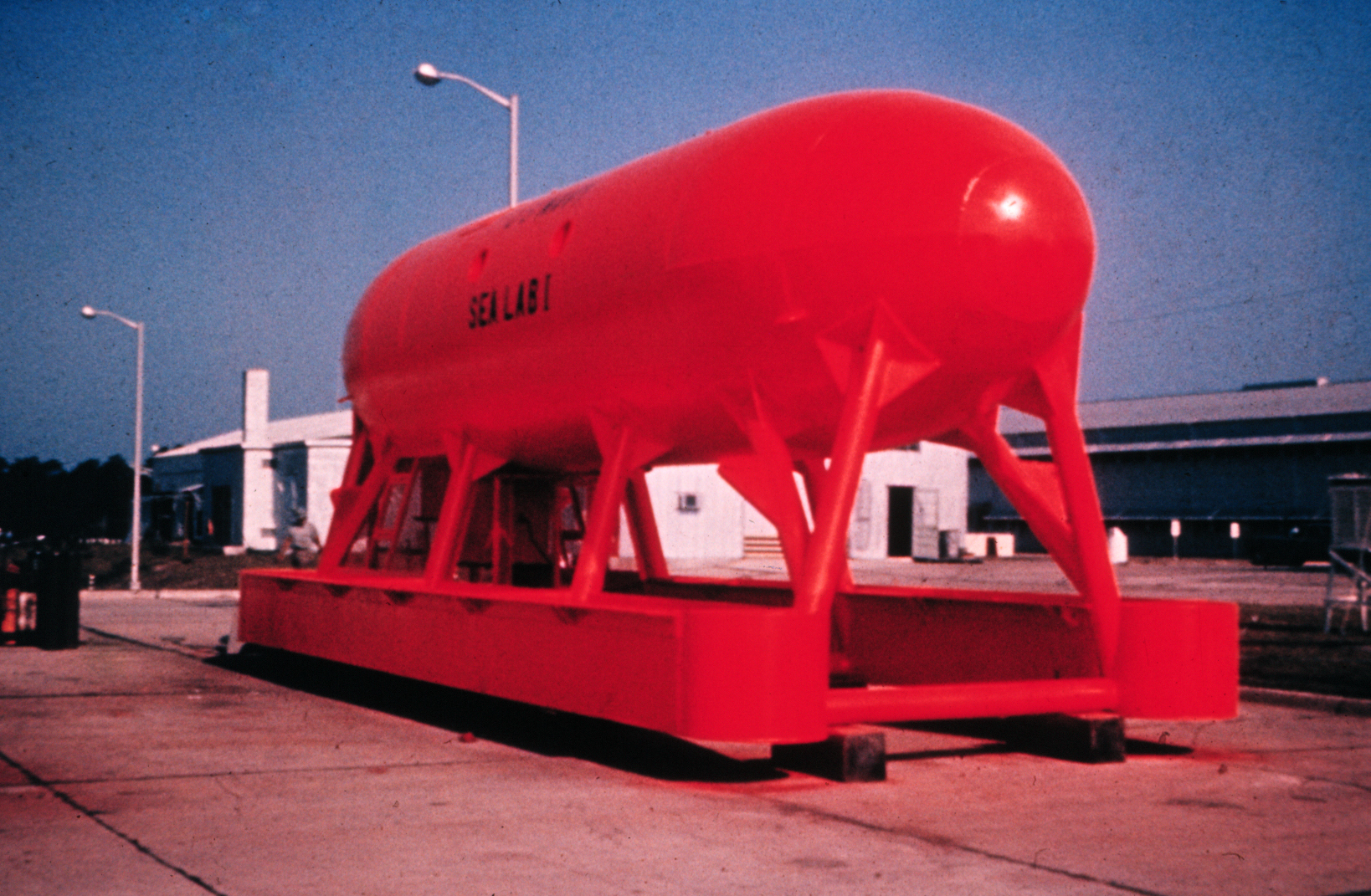
SEALAB I

В 1964—1965 годах, под руководством Джорджа Бонда, в ВМС США также проводили эксперименты с подводными домами. Первый американский подводный дом «Силаб-1» (Sealab — «морская лаборатория») был расположен в 26 милях от Бермудских островов на глубине 58,5 метров и рассчитан на четверых акванавтов. Второй дом «Силаб-2» был установлен в районе Ла-Хойя на Калифорнийском побережье Тихого океана, на глубине 61 метр и был рассчитан на экипаж в 10 человек.
Первым проектом по созданию подводного дома в СССР был «Ихтиандр-66», созданный в 1966 году водолазами-любителями. С небольшим отрывом был создан «Садко-1», а после был реализован другой серийный проект «Черномор».
В 1967 году под Севастополем 2 недели функционировал подводный дом из четырёх помещений проекта «Ихтиандр».

## Современные проекты гидрополисов

### Осуществлённый мини-проект
На сегодня существует лишь один небольшой подводный отель на два номера, который полностью скрыт под толщей воды — Jules Undersea Lodge во Флориде. Длина сооружения составляет 15,24 метра, ширина — 6,1 метра, высота — 3,35 метра. Шлюзовая комната для захода с аквалангом располагается на глубине около 6,5 метров. Воздух, питьевая вода и электричество, поставляются по мощному шлангу-кабелю с берега, в случае аварии предусмотрена также автономная система жизнеобеспечения. Отель открылся в середине 1980-х годов на основе подводной базы для учёных-океанологов. Назван в честь Жюль Верна. В номерах имеются душ, туалет, кондиционер, холодильник, микроволновая печь, телевизор, стерео-система, DVD-проигрыватель.
Первый в Европе подводный ресторан Under (перевод с английского языка — «под», «внизу», с норвежского языка — «чудо») действует в Норвегии с 2019 года. Он представляет собой частично затопленное здание, погруженное в воду на 5 метров.

### Строящийся проект
В Персидском заливе, вблизи от берегов Дубая с 2006 года строится куполообразный подводный отель Hydropolis на 220 номеров. Стены сооружения возводятся из сверхпрочного плексигласа. На поверхности залива будет располагаться только приёмная.

### Планируемый проект
Княжеская семья Монако планирует строительство целого подводного города у берегов своей крошечной страны, для чего привлекла к созданию проекта швейцарское инженерное бюро Клода Шритвана. Согласно разработанному проекту, город будет иметь кольцевидную структуру, диаметром 10 км. Высота внешнего кольца из специального стекла на придонном фундаменте составит 120 м, ширина 372 м. Здесь планируется разместить 30-этажный жилой комплекс, состоящий из 300 тысяч квартир, каждая площадью 75 м². с видом из окон и водным балконом, выходящим в открытое море, также мансардой. План включает бульвары, учреждения, магазины, мастерские, театры, ферму по разведению рыб, экологичные установки очистки канализационных и сточных вод, спортивные площадки, фитнес-залы. Сообщение с близлежащими городами будут осуществлять подводные транспортные трубопроводы в форме цилиндра. По мнению Шритвана строительство подобных городов перспективно также у берегов таких густонаселённых приморских стран, как Нидерланды и Япония.

## Гидрополисы в культуре
В романе Г. Адамова Изгнание владыки (1946) упоминаются «подводные поселки» под прозрачными сводами на дне Северного ледовитого океана, в состав которых входили «центральная башня», «порт-туннель» для подводных лодок, коттеджи, склад, мастерская, электростанция, насосная станция и компрессорная станция. Население поселка не превышало 100 человек.

### Кинематограф
- «Подводный город» — американский фильм 1962 года.
- «Город в море» — британо-американский фильм 1965 года.
- «Капитан Немо и подводный город» — британский фильм 1969 года; большая часть сюжета происходит в подводном городе под названием Темплемир, который построен капитаном Немо и его соратниками.
- «Город на дне моря» — американский телефильм 1971 года.
- Мультсериалы «Морлаб 2020» и его переосмысление «Морлаб 2021»
- В фильме бондианы «Шпион, который меня любил» (The Spy Who Loved Me, 1977) антагонист и террорист Карл Стромберг проживает на глубине моря, в специально оборудованном подводном замке. Более того, он собирается уничтожить значительную часть человечества, а оставшуюся часть переместить жить под воду, в гидрополисы, основав новую империю.
- Действие фантастического телесериала «Девочка из Океана» происхотит в том числе на крупной подводной исследовательской станции «ORCA», а в третьем сезоне описывается строительство подводного города ORCA-city и связанные с этим экологические проблемы.
- Подводный город показан в фильме «Звёздные войны. Эпизод I: Скрытая угроза» (1999).
- «Путешествие на дно моря» (Voyage to the Bottom of the Sea) — американский сериал.
- В аниме-фильме «Рыбка Поньо на утёсе» в особняке на дне моря живёт колдун, добирающийся туда на подводной лодке.

### Компьютерные игры
- «Ever 17: The Out of Infinity» — интерактивный визуальный японский роман для игровых консолей PS2, Dreamcast и версии для Windows. Действие происходит в полузатопленном подводном городе.
- В компьютерных играх BioShock и BioShock 2 всё действие происходит в подводном городе Восторг, превратившемся из утопии в антиутопию.
- Основное действие игры Soma и связанных с ней медиа.